# Swiss Open Gstaad 2024
Lo Swiss Open Gstaad 2024, ufficialmente EFG Swiss Open Gstaad 2024 per motivi di sponsorizzazione, è stato un torneo di tennis professionistico giocato su campi in terra rossa. È stata la 56ª edizione del torneo, facente parte della categoria ATP Tour 250 nell'ambito dell'ATP Tour 2024. Il torneo si è svolto presso la Roy Emerson Arena di Gstaad, in Svizzera, dal 15 al 21 luglio 2024.

## Partecipanti

### Teste di serie
| Nazionalità | Giocatore               | Ranking* | Testa di serie |
| ----------- | ----------------------- | -------- | -------------- |
| Grecia      | Stefanos Tsitsipas      | 11       | 1              |
| Francia     | Ugo Humbert             | 16       | 2              |
| Canada      | Félix Auger-Aliassime   | 17       | 3              |
| Argentina   | Tomás Martín Etcheverry | 31       | 4              |
| Germania    | Jan-Lennard Struff      | 41       | 5              |
| Italia      | Matteo Berrettini       | 59       | 6              |
| Italia      | Fabio Fognini           | 94       | 7              |
| Svizzera    | Stan Wawrinka           | 95       | 8              |

* Ranking al 1 luglio 2024.

### Altri partecipanti
I seguenti giocatori hanno ricevuto una wildcard per il tabellone principale:
- Marc-Andrea Hüsler
- Leandro Riedi
- Dominic Stricker

I seguenti giocatori sono entrati in tabellone passando dalle qualificazioni:

- Titouan Droguet
- Quentin Halys
- Juan Pablo Varillas
- Gustavo Heide

Il seguente giocatore è entrato in tabellone come lucky loser:
- Nicolas Moreno de Alboran

### Ritiri
Prima del torneo
- Alex de Minaur → sostituito da  Lukáš Klein
- Damir Džumhur → sostituito da  Nicolas Moreno de Alboran
- Hubert Hurkacz → sostituito da  Hamad Međedović
- Nicolás Jarry → sostituito da  Vít Kopřiva
- Tommy Paul → sostituito da  Dominic Thiem

## Partecipanti al doppio

### Teste di serie
| Nazione     | Giocatore          | Nazione     | Giocatore                | Ranking* | Testa di serie |
| ----------- | ------------------ | ----------- | ------------------------ | -------- | -------------- |
| Regno Unito | Jamie Murray       | Rep. Ceca   | Adam Pavlásek            | 63       | 1              |
| Messico     | Santiago González  | Tunisia     | Skander Mansouri         | 74       | 2              |
| India       | Yuki Bhambri       | Francia     | Albano Olivetti          | 101      | 3              |
| Colombia    | Nicolás Barrientos | Regno Unito | Luke Johnson             | 119      | 4              |
| Paesi Bassi | Sander Arends      | Paesi Bassi | Robin Haase              | 134      | 5              |
| Monaco      | Romain Arneodo     | Austria     | Tristan-Samuel Weissborn | 148      | 6              |
| Paesi Bassi | Matwé Middelkoop   | Ucraina     | Denys Molčanov           | 155      | 7              |
| Germania    | Andre Begemann     | Romania     | Victor Vlad Cornea       | 162      | 8              |

* Ranking al 1 luglio 2024.

### Altri partecipanti
Le seguenti coppie di giocatori hanno ricevuto una wildcard per il tabellone principale:
- Félix Auger-Aliassime /  Dominic Stricker
- Marc-Andrea Hüsler /  Leandro Riedi

## Punti
| Evento    | V   | F   | SF  | QF | 2T   | 1T | Q    | Q2   | Q1   |
| Singolare | 250 | 165 | 100 | 50 | 25   | 0  | 13   | 7    | 0    |
| Doppio    | 250 | 150 | 90  | 45 | N.D. | 0  | N.D. | N.D. | N.D. |

## Montepremi
| Evento    | V        | F        | SF       | QF       | 2T       | 1T      | Q2      | Q1      |
| Singolare | 88 125 € | 51 400 € | 30 220 € | 17 510 € | 10 165 € | 6 215 € | 3 105 € | 1 695 € |
| Doppio*   | 30 610 € | 16 380 € | 9 600 €  | 5 370 €  | N.D.     | 3 160 € | N.D.    | N.D.    |

*per team

## Campioni

### Singolare
Matteo Berrettini ha sconfitto in finale  Quentin Halys con il punteggio di 6-3, 6-1.
- È il nono titolo in carriera per Berrettini, il secondo in stagione.

### Doppio
Yuki Bhambri /  Albano Olivetti hanno sconfitto in finale  Ugo Humbert /  Fabrice Martin con il punteggio di 3-6, 6-3, [10-6].